# جان كراوس
جان كراوس (بالتشيكية: Jan Kraus)‏ (28 أغسطس 1979 بتشيكوسلوفاكيا - ) هو لاعب كرة قدم تشيكي في مركز الهجوم. شارك مع منتخب التشيك تحت 17 سنة لكرة القدم ومنتخب التشيك تحت 18 سنة لكرة القدم ومنتخب جمهورية التشيك تحت 21 سنة لكرة القدم. أما مع النوادي، فقد لعب مع فيكتوريا بلزن ونادي هراتس كرالوفه وFC Zlín ‏ ونادي دايجو وFK Baník Most 1909 ‏.

## وصلات خارجية
- جان كراوس على موقع الاتحاد التشيكي (الإنجليزية)
- جان كراوس على موقع دوري كوريا الجنوبية (الإنجليزية)
- جان كراوس على موقع قاعدة بيانات كرة القدم.إي يو (الإنجليزية)
- جان كراوس على موقع Soccerway.com (الإنجليزية)